# 기학 기호
기학 기호(旗學 記號, 영어: Vexillological symbol)는 기학자가 기의 종류를 용도, 사용자, 보여지는 형태 등으로 구분하기 위해 사용하는 기호이다. 본 문서의 기호들은 휘트니 스미스 2세가 고안한 국제 기 식별 기호(IFIS)이다.

## 기의 용도 별 기호
기 용도를 나타내는 기호로소, 특별한 규직이 있다. 이와 같이  옆으로 누운 로렌 십자의 빈칸에 점을 채워 기호를 표기한다. 행은 기가 사용되는 장소에 따라 나뉜다. 첫번째 행은 지상, 두번째 행은 해상을 말한다. 열은 사용자를 나타내는데, 첫번째 열부터 순서대로 민간, 정부, 군을 나타낸다.
| 용도 | 민간                       | 정부                       | 군                       |
| ---- | -------------------------- | -------------------------- | ------------------------ |
| 지상 | 민간 건물에서 사용(민간기) | 정부 건물에서 사용(정부기) | 군 건물에서 사용(군기)   |
| 해상 | 민간 선박에서 사용(상선기) | 정부 선박에서 사용(관선기) | 군 선박에서 사용(군함기) |

한 디자인의 기가 여러 용도로 사용되기도 한다. 민항기기처럼 위 분류로 구분이 되지 않는 기들도 있다.
경우의 수에 따라 총 64가지 종류의 표기가 가능하다.
 /  /  / 
 /  /  / 
 / 
 /  /  / 
 /  /  / 
 / 
 /  /  / 
 /  /  / 
 / 
 /  /  / 
 /  /  / 
 / 
 /  /  / 
 /  /  / 
 / 
 /  /  / 
 /  /  / 
 / 
 /  /  / 
 /  /  / 
 / 
 /  /  / 
 /  /  / 
 / 

## 기타 기호
기의 생김새를 표현하는 기호들도 있다.
- 기의 일반적이고 데 유레 도안.
- 과거에 고안되었으나, 공식적으로 채택되지 않은 도안.
- 과거 기록에 기반하여 재현된 도안.
- 기의 뒷면.
- 허용되는 다른 도안.
- 기의 다른 판.
- 기의 데 팍토 도안.
- 앞면과 뒷면의 도안이 다른 기
- 기의 우편이 깃대에 게양되는 기.
- 정부가 공식적으로 인가한 도안.
- 과거에 사용됐으나, 현재는 폐기된 도안.
- 뒷면이 앞면의 좌우 대칭인 기.
- 뒷면이 앞면에서 보이는 것과 동일한 기.
- 뒷면에 대한 정보가 불분명한 기.
- 종방향 게양시 기존 디자인에 변경이 없는 기.
- 종방향 게양시 기존 디자인 또한 회전되어야 하는 기.
- 종방향 게양에 대한 지침이 불분명한 기.
- 종방향으로 게양되지 않는 기.
- 종방향으로만 게양되는 기.
- (단체나 나라를 대표하도록) 인가되지 않은 기.

## 같이 보기
- 기학